# IJzertijd
De ijzertijd is de periode van de prehistorie die volgde op de bronstijd en gekenmerkt werd door het gebruik van ijzer. De naam ijzertijd duidt op het veelvuldig gebruik van ijzer bij het maken van metalen voorwerpen. IJzer heeft diverse voordelen ten opzichte van brons. Brons is harder, dus beter geschikt voor wapens en gereedschap, maar de grondstof voor ijzer komt op veel meer plaatsen voor.
IJzer was lange tijd een weinig gebruikt metaal omdat het weinig als vrij metaal in gedegen vorm voorkomt, in tegenstelling tot koper. Oorspronkelijk kende men daarom alleen het meteoritisch ijzer, een zeldzaamheid. Het duurde lang voordat men leerde het metaal uit zijn erts vrij te maken.
De voordelen zorgden ervoor dat bij voorkeur ijzer werd gebruikt voor allerlei wapens (vooral het zwaard) en gereedschap. Brons bleef echter belangrijk voor sieraden en siervoorwerpen (vooral armbanden en paardentuig).
De IJzertijd moet niet worden verward met de IJzeren Eeuw, al heeft het Nederlandse woord "eeuw" (net als het Franse siècle) een dubbele betekenis die van oudsher ook naar "tijd" kan verwijzen, in tegenstelling tot bijvoorbeeld het Engels (age, century).

## Periodisering
Wereldwijd is er geen eenduidige ijzertijd vast te stellen. De exacte periode waarin mensen ijzer begonnen te gebruiken was afhankelijk van hun cultuur en geografische locatie. In de praktijk wordt de term gebruikt voor de relevante periodes in Europa en West-Azië, waarbij een groot gedeelte van West-Azië zich al in de historische tijd bevond. Ook voor China wordt de term weinig gebruikt. Afrika ten zuiden van de Sahara maakte zijn eigen ontwikkeling door die nog weinig onderzocht is, en ook in Precolumbiaans Amerika werd weliswaar plaatselijk ijzer geproduceerd maar van een ijzertijd kan men daar niet spreken.
In Griekenland, de Levant en India begon de ijzertijd het vroegst, rond 1200 v.Chr. De overgang van de bronstijd naar de ijzertijd ging in het oostelijke Middellandse Zee-bekken gepaard met grote politieke verschuivingen.

## IJzertijd in Europa
In Midden-Europa wordt het begin van de ijzertijd gedateerd op circa 800 v.Chr. en de overgang, onder zogenaamde Thraco-Cimmerische invloeden uit de oostelijke steppen, van de late bronstijd-urnenveldencultuur naar de Hallstattcultuur. 

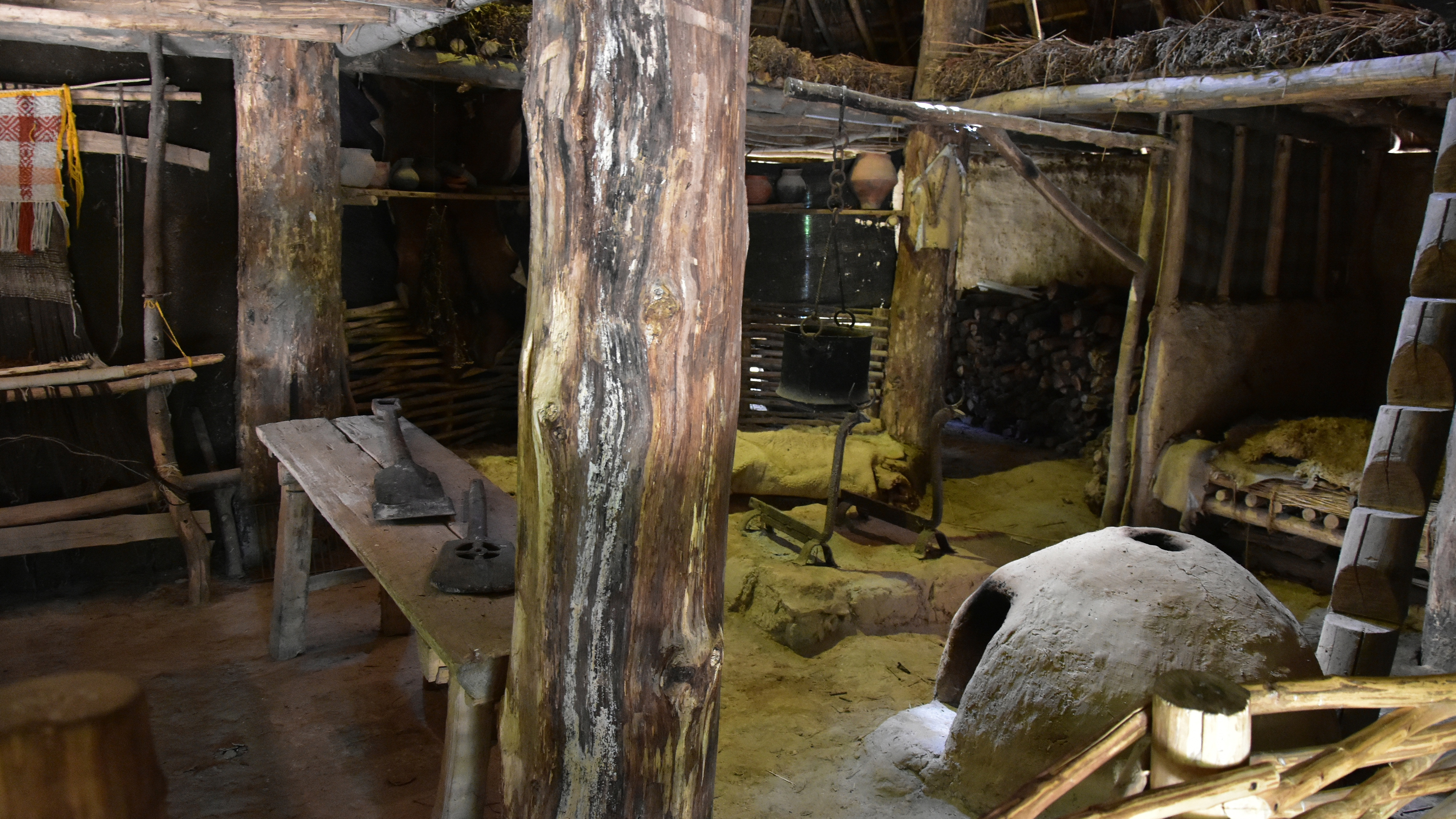
Interieur van een gereconstrueerde woning uit de IJzertijd in Archeosite van Aubechies-Beloeil

### IJzertijd in België en Nederland

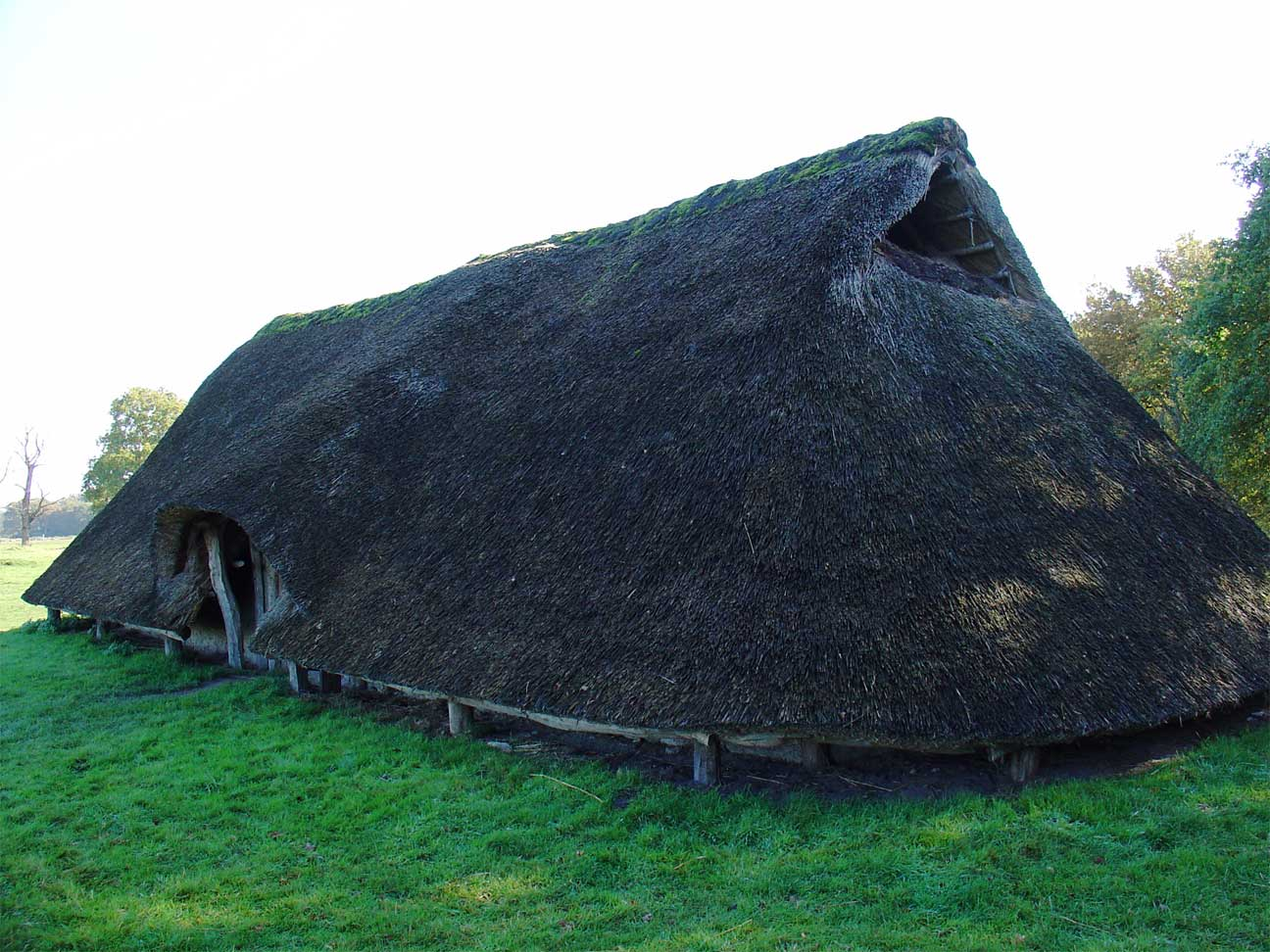
Gereconstrueerde boerderij uit de ijzertijd op het Reijntjesveld in Drenthe

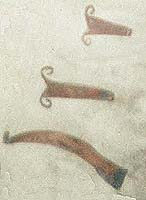
Typische Zuid-Nederlandse bronzen gordelhaken uit de ijzertijd, nagemaakt in koper

In België en het zuiden van Nederland werden ijzeren voorwerpen gangbaar omstreeks 700 v.Chr., terwijl Noord-Nederland achterbleef: daar waren ijzeren speerpunten en paardenbitten in een graf uit de 6e eeuw v.Chr. op het Holtingerveld bij Havelte de vroegste sporen. De ijzertijd eindigde hier toen de Romeinen naar de Lage Landen kwamen (circa het begin van onze jaartelling). 
Typische elementen uit de ijzertijd die in mindere mate of helemaal niet voorkwamen in de bronstijd zijn:
- ijzeren voorwerpen zoals bijlen, wapens, gereedschap, zagen
- bronzen munten
- bronzen situlae
- slingerkogels
- ijzerwinning uit de natuur (klapperstenen uit de Veluwe, moerasijzererts in het noorden, ijzeroer uit Brabant en Oost-Nederland)

Omdat ijzer veel sneller corrodeert dan brons of koper, zijn veel ijzeren voorwerpen die niet toevallig onder zeer gunstige omstandigheden in de bodem lagen nagenoeg volledig vergaan.
Via handel kwamen er nog andere voorwerpen naar Nederland. Opvallend zijn de zogenaamde bronzen situlae (emmers) die in Centraal-Europa werden gemaakt om wijn te mengen met water (een typisch Romeins/Grieks gebruik). Er zijn in Nederland negen exemplaren gevonden. Een vorstengraf bij Oss (ongeveer 500 v.Chr.) bevatte bijzondere grafgiften en is een van de grootste dat ooit in West-Europa is gevonden (52 meter doorsnede).